# Wapen van Jersey

Wapen van Jersey

Het wapen van Jersey, een kroonbezit van het Verenigd Koninkrijk 22 kilometer voor de Franse kust van Normandië, is afgeleid van de zegel die Eduard I van Engeland in 1279 aan de Landvoogd verleende. 
Het wapen heeft heel veel overeenkomsten met het wapen van het Verenigd Koninkrijk en het wapen van Normandië. Op het rode schild staan drie gouden Luipaarden.
Het wapen wordt gebruikt sinds 1907 en sinds 1981 staat het ook op de Vlag van Jersey, voorzien van een kroon.
Albanië · Andorra · Azerbeidzjan · België · Bosnië en Herzegovina · Bulgarije · Denemarken · Duitsland · Estland · Finland · Frankrijk · Georgië · Griekenland · Hongarije · Ierland · IJsland · Italië · Kosovo · Kroatië · Letland · Liechtenstein · Litouwen · Luxemburg · Malta · Moldavië · Monaco · Montenegro · Nederland · Noord-Macedonië · Noorwegen · Oekraïne · Oostenrijk · Polen · Portugal · Roemenië · Rusland · San Marino · Servië · Slovenië · Slowakije · Spanje · Transnistrië · Tsjechië · Turkije · Vaticaanstad · Verenigd Koninkrijk · Wit-Rusland · Zweden · Zwitserland

Afhankelijke gebieden: Åland · Faeröer · Gibraltar · Guernsey · Jersey · Man

Betwiste gebieden: Abchazië · Adzjarië